# Гринберг, Григорий Александрович
Григорий Александрович Гринберг (7 февраля 1923 — 5 октября 2006) — советский и израильский композитор.

## Биография
Родился в городе Иркутск (Восточная Сибирь). В девятилетнем возрасте, после участия в музыкальном смотре, был признан лучшим баянистом Восточной Сибири и Дальнего Востока. В 11 лет поступил в Иркутское музыкальное училище. Первым его педагогом был кларнетист Павел Павлович Гоголев — Дирижёр оркестра Иркутского театра юного зрителя. После окончания девятого класса, Григорий начал работать в театре.
В 1941 году, почти сразу после начала Великой Отечественной войны, призван в Советскую армию. Поступил в Иркутское инженерно-минное (сапёрное) училище, которое закончил 30 января 1942 (досрочный выпуск). После окончания училища лейтенант Григорий Гринберг был отправлен на фронт, где был командиром взвода в отдельном 364-м истребительном батальоне особого назначения. Первое боевое крещение получил под Москвой в качестве сапёра. В декабре 1942 года, в боях под Волоколамском был тяжело ранен, и четыре месяца провёл в госпитале.
Воевал на фронтах: Центральном, 1-м Украинском, Донском, 1-м и 2-м Белорусском, Северо-Западном, Воронежском и Сталинградском.
За взятие штурмом высоты 261 на Калининском фронте, награждён орденом Красной Звезды. Также за свои военные подвиги был награждён двумя орденами Красного Знамени, один из которых был ему вручён лично маршалом К. К. Рокосовским, за спасение командира своего батальона, и орденом Отечественной войны.
В конце войны был командиром и военным дирижёром музыкального взвода в танковом корпусе генерала Лелюшенко. В победном 45-м, майор Гринберг, в качестве дирижёра, промаршировал по улицам поверженного Берлина, во главе одной из колонн сводного духового оркестра.
После окончания войны продолжил дирижировать военным оркестром. В 1947 году, с согласия военного командования поступил на композиторское отделение Московской консерватории, совмещая обучение с работой в оркестре. Попутно совершенствовался в игре на кларнете. Одним из его учителей был Дмитрий Шостакович.
По окончании консерватории был направлен в Душанбе. Также проживал в Сибири, Молдавии, Крыму, в составе ограниченного состава Советских войск в Монголии — где в звании гвардии полковника служил дирижёром военного оркестра, состоявшего из 120-ти музыкантов. Преподавал в музыкальных школах, лично руководил работой различных музыкальных коллективов, сочинял музыку.
В 1997 году репатриировался в Израиль. После репатриации к его боевым наградам прибавились: Медаль Жукова, Памятный знак «50 лет освобождения Украины», Медаль «50 лет Победы в Великой Отечественной войне», израильская юбилейная медаль «60 лет Победы над нацизмом», и другие.
Является автором многих музыкальных произведений. В их числе: работая в Таджикском театре оперы и балета поставил оперу: «Семья Тараса» и написал музыку для балета « Здесь был аул Душанбе». Так же является автором песен: «Христиновка — любовь моя», «Беэр-Шева», «Родился внук», «Сердце вдруг запросило тепла», и другие. Кроме того, сочинил музыку к детской опере-сказке «Лесное происшествие» на либретто Наташи Ланге и балет «Дюймовочка».